# HD 220440
HD 220440，又名CP-5212150，SAO 247858、HR 8898，是一颗恒星，视星等为5.75，位于銀經330.51，銀緯-60.31，其B1900.0坐标为赤經23h 18m 36.8s，赤緯-52° -60.31′ 21″。